# Comuna de Kwidzyn
Kwidzyn (polaco: Gmina Kwidzyn) é uma gminy (comuna) na Polónia, na voivodia de Pomerânia e no condado de Kwidzyński. A sede do condado é a cidade de Kwidzyn.
De acordo com os censos de 2004, a comuna tem 10 104 habitantes, com uma densidade 48,8 hab/km².

## Área
Estende-se por uma área de 207,25 km², incluindo:
- área agricola: 67%
- área florestal: 20%

## Demografia
Dados de 30 de Junho 2004:
|                      | Total   | Total | Mulheres | Mulheres | Homens  | Homens |
| -------------------- | ------- | ----- | -------- | -------- | ------- | ------ |
|                      | pessoas | %     | pessoas  | %        | pessoas | %      |
| População            | 10 104  | 100   | 4921     | 48,7     | 5183    | 51,3   |
| Densidade (pop./km²) | 48,8    | 100   | 23,7     | 23,7     | 25      | 25     |

De acordo com dados de 2002, o rendimento médio per capita ascendia a 1432,6 zł.

## Comunas vizinhas
- Gardeja, Gniew, Kwidzyn, Prabuty, Ryjewo, Sadlinki